# Ruth Hallensleben
Ruth Anna Maria Ottilia Martha Hallensleben (* 1. Juni 1898 in Köln; † 28. April 1977 ebenda) war eine deutsche Fotografin, die sich für ihre Industriefotographien in der Nachkriegszeit einen Namen gemacht hat.

## Leben und beruflicher Werdegang
Ruth Hallensleben war das zweite Kind des Kaufmanns Anton Hallensleben und seiner Frau Philippine, geb. Mahlendorf. Nach dem Schulabschluss 1914 in Köln absolvierte sie bis 1915 eine Ausbildung als Erzieherin in Kassel.
1925 lernte Ruth Hallensleben im Pilotencafé am Stuttgarter Flughafen Wilhelm Debus (1893–1980) kennen, der im Ersten Weltkrieg Jagdflieger gewesen war, und ein begeisterter Fotograf.  Es entstand eine lebenslange Freundschaft und berufliche Zusammenarbeit. Möglicherweise hatte ihre Verbindung auch zur Folge, dass sich Hallensleben 1929 entschloss, sich zur Fotografin auszubilden. Ab 1930 arbeitete sie drei Jahre als Praktikantin bei der Kölner Porträtfotografin Elsbeth Gropp. 1927 wurde Wilhelm Debus leitender Redakteur der Werkzeitschrift Das Werk der Vereinigten Stahlwerke. Schon während ihrer Ausbildung vermittelte Debus Ruth Hallensleben Aufträge. So erschien ihre erste Veröffentlichung bereits 1931 in der Zeitschrift Das Werk. Sie entdeckte die Industriefotografie, die damals eine Männerdomäne war. Sie fotografierte die Arbeitswelt der Stahlwerke und im Bergbau, auch unter Tage. Als 1943 Das Werk vom Propagandaminister Joseph Goebbels "mangels Lienientreue" eingestellt wurde, verlor auch Ruth Hallensleben einen ihrer wichtigsten Auftraggeber. Die berufliche Zusammenarbeit zwischen Hallensleben und Debus wurde fortgesetzt, als Debus unter demselben Titel Das Werk 1952 die Redaktionsleitung der Werkszeitschrift der Gelsenkirchener Bergwerks-AG (abgekürzt GBAG, Gebag oder Gelsenberg) übernahm. Für diese Zeitschrift war Hallensleben bis zum Jahr 1958 Hauptfotografin.
1934 machte Hallensleben sich selbständig und eröffnete im Hansahochhaus ihr Atelier. 1936 wurde sie in die Gesellschaft deutscher Lichtbildner aufgenommen.
1943 zog Hallensleben von Köln nach Wiehl um, hatte dort nochmals 1950 in ein größeres Atelier. Ein letztes Mal verlagerte sie ihr Atelier 1961 nach Wuppertal-Elberfeld. 1973 beendete sie ihre berufliche fotografische Tätigkeit. Sie starb 1977 unverheiratet im Alter von 78 Jahren und wurde auf dem Melaten-Friedhof in Köln bestattet.

## Nachlass
1986 erwarb die Kulturstiftung Ruhr den Großteil des fotografischen Nachlasses von Ruth Hallensleben und übergab ihn 1989 dem Ruhr Museum. Der Bestand des Ruhr Museums umfasst rund 38.000 Negative und 1500 Abzüge.

## Ehrungen
- Ruth Hallensleben war Ehrenmitglied des Bundes Freischaffender Foto-Designer.
- 1998 wurde die Ruth-Hallensleben-Straße im Kölner Stadtteil Bilderstöckchen nach ihr benannt.[5]

## Werk
Der Schwerpunkt von Ruth Hallenslebens Werk liegt in der Industriefotografie. Den größten Teil ihrer Industriebilder machte sie im Auftrag von Firmen oder Verlagen. Daneben existieren wichtige Beiträge zur Landschaftsfotografie.

## Ausstellungen
- 1957: Ruth Hallensleben, Landesbildstelle Hamburg
- 1963: Beteiligung an der Ausstellung Angewandte Kunst in Europa nach 1945, Museum für Kunst und Gewerbe, Hamburg
- 1970: Beteiligung an der Ausstellung Fotografinnen – Beispiele aus der Arbeit von Fotografinnen in Deutschland seit 1925, Museum Folkwang, Essen
- 1983: Ruth Hallensleben – Industriefotografie, Von der Heydt-Museum, Wuppertal
- 1990: Ruth Hallensleben – Industrie und Arbeit, Ruhrland-Museum, Essen
- 2014: Künstlerinnen im Dialog, Das Verborgene Museum, Berlin[6]
- 2023: Wiki Women – Wissen gemeinsam ergänzen, Museum für Kunst und Gewerbe Hamburg[7]
- 2005: Bilder im Auftrag. Fotografien von Ruth Hallensleben 1931–1973, Ruhr Museum[8]

## Publikationen
- Der Landrat des Unterwesterwaldkreises (Hrsg.): Ein Bildband vom Kannenbäckerland. August-Bagel-Verlag, 1941; Nachdruck durch den Fremdenverkehrsverein Westerwald, 1987.
- Herbert Rode: Köln. Deutscher Kunstverlag, 1968.
- Anna Klapheck: Düsseldorf. Deutscher Kunstverlag, 1971.

## TV-Beiträge
- Ulrike Filgers (Regie): Ruth Hallensleben – eine Pionierin der deutschen Industriefotografie, WDR-Fernsehen; zwei Fassungen unter gleichem Titel: a) Beitrag in Aktuelle Stunde (Fernsehsendung), gesendet am 1. Februar 1986, Laufzeit 5 Minuten; b) Folge der Reihe Rückblende (Fernsehsendung) des WDR, gesendet am 31. Mai 1989, Laufzeit 15 Minuten.